# Manfred von Ardenne
Manfred von Ardenne (20. siječnja 1907 – 26. svibnja 1997) bio je njemački fizičar i izumitelj. Poznat je kao autor preko 600 patenata koji uključuju pronalaske na području elektronske mikroskopije, medicinske tehnologije, nuklearne tehnologije i fizike plazme, kao i radio i televizijske tehnologije. Od 1928. do 1945. je vodio privatnu istraživačku laboratoriju  Forschungslaboratorium für Elektronenphysik. Nako završetka drugog svjetskog rata je deset godina radio za sovjetsku vladu, uključujući projekt atomske bombe, a za što je dobio Staljinovu nagradu. Poslije je osnovao Forschungsinstitut Manfred von Ardenne, jedini privatni istraživački institut u tadašnjoj DR Njemačkoj.

## Vanjske poveznice
- Experimental Oncology  Arhivirana inačica izvorne stranice od 27. veljače 2008. (Wayback Machine) – To the 100 Birthday of M. von Ardenne
- Oleynikov, Pavel V. German Scientists in the Soviet Atomic Project, The Nonproliferation Review Volume 7, Number 2, 1 – 30  (2000).
- sachen.de  Arhivirana inačica izvorne stranice od 24. siječnja 2008. (Wayback Machine) - Zur Ehrung von Manfred von Ardenne
- Von Ardenne – Deutsches Historisches Museum
- Von Ardenne - Dieter Wunderlich
- Von Ardenne – Journal of Microscopy
- von Ardenne  Arhivirana inačica izvorne stranice od 5. veljače 2012. (Wayback Machine) – Sächsische Biografie
- Biography  Arhivirana inačica izvorne stranice od 26. ožujka 2012. (Wayback Machine) – Von Ardenne biography on official VON ARDENNE Corporate Website.